# Regió de Líbia
L'antiga regió de Líbia (en llatí Libia, en grec Λιβύη), era el nom que s'aplicava pels primers geògrafs a la zona del nord d'Àfrica situada entre Egipte i Etiòpia d'un costat i l'Atlàntic de l'altra. Homer, i també Hesíode, descriuen Líbia com tota la terra que era a l'oest de l'Egipte mitjà, és a dir tota Àfrica menys Egipte, i donaven als seus habitants el nom d'etíops, per la color fosca de la seva pell. Alguns geògrafs, com Claudi Ptolemeu creien que el sud de Líbia s'unia amb l'est d'Àsia, i que l'oceà Índic era un immens llac salat situat al sud.
La primera colònia la va establir Batos I de Tera entre els anys 630 aC i 620 aC, després d'haver consultat l'oracle de Delfos, que li va dir que anés a Líbia. Va preguntar molt preocupat on era Líbia, cosa que fa creure que no era una denominació coneguda pels grecs, tot i que era un territori visible des de Sicília i a pocs dies de navegació des del Peloponès. Els fenicis que havien colonitzat la costa van ocultar la seva ubicació als demés països per qüestions comercials, van prohibir als etruscs i als romans, almenys fins al segle VI aC, la navegació per aquells territoris.
Cambises II de Pèrsia va explorar una part del desert occidental més enllà de l'illa d'Elefantina, al Nil l'any 523 aC, però la seva expedició va ser massa breu i desastrosa perquè pogués fer-ne alguna mena de descripció geogràfica de l'interior.
Heròdot va ser el primer historiador grec que va parlar de Líbia amb un cert coneixement, ja que segurament es va informar amb els mercaders que recorrien la costa quan es trobava a Memfis o a Nàucratis, i amb la paraula "Líbia" designa Àfrica menys Egipte. Les descripcions que en fa del desert i les característiques de les zones interiors fan creure que ho va treure de persones que coneixien el territori. El pas següent per descobrir aquella zona el van fer els egipcis, a la recerca d'or, ivori, pedres precioses i encens i altres plantes aromàtiques i elefants per les seves guerres. Ptolemeu II Filadelf al segle iv aC i Ptolemeu III Evèrgetes I cap a la meitat del segle iii aC van enviar expedicions a la costa de la Mar Roja i en direcció a Líbia.
Cap a l'any 200 aC Eratòstenes va descriure Líbia, però més aviat com a matemàtic que com a geògraf, i la definia com un triangle que tenia per base la mar Mediterrània i els costats formats un per la mar Roja i l'altre per una línia imaginària que anava des de les Columnes d'Hèrcules fins al golf on hi ha la ciutat d'Adulis, a la mar Roja.
Després de la conquesta romana de Cartago el 146 aC el coneixement de la Líbia interior es va ampliar. Polibi, per encàrrec del seu amic Escipió Emilià, la va visitar i explorar, però les seves descripcions es van perdre i només en coneixem fragments conservats per Plini el Vell i Esteve de Bizanci. La guerra de Jugurta va portar als romans més i més cap a l'interior. Sal·lusti quan era pretor a Numídia va recollir els noms i els costums de les diferents tribus de Líbia. Menciona als gètuls un poble groller i salvatge que s'alimentava de les feres i de les arrels de les plantes i vivien molt a prop de la zona tòrrida. Les seves cases tenien la forma de vaixells invertits. Heròdot havia parlat abans dels zauecs i d'altres.
L'any 24 aC Aelius Gallus va conduir una expedició cap a Núbia i Etiòpia. Les dificultats del camí i la traïció dels seus guies van fer que no fos gaire prolífica. L'any 19 Corneli Balb va atacar als garamants amb èxit, i va conquerir algunes de les seves ciutats. La informació que va recollir la va usar Estrabó. Però en general els romans va provar de penetrar cap al desert sobretot per la necessitat de trobar animals salvatges pels jocs al circ. El 248 als Jocs Seculars que va organitzar l'emperador Felip l'Àrab va exhibir nombroses feres de Líbia. Com que es mencionen el cocodril i l'hipopòtam, és possible que els caçadors haguessin arribat fins a la vora del Senegal. En aquest segle Claudi Ptolemeu fa una bona descripció del país i mostra un coneixement precís de l'interior. Esmenta l'expedició de d'un oficial romà anomenat Maternas des Trípoli fins al llac Txad o possiblement fins a Timbuctu, i va recórrer el riu que va anomenar Nigir (Níger). Tan endins com arribaven, allí arribaven les terres de Líbia. Plini el Vell parla d'una expedició de Suetoni Paulí l'any 42 que va arribar fins a la banda sud de la serralada de l'Atles.
Les persecucions a les que es van sotmetre mútuament les sectes cristianes als segles iii i sobretot al IV amb l'expulsió dels donatistes, montanistes, circumcel·lions i altres, va empènyer a milers de fugitius cap a la regió de l'Atles, i juntament amb les conquestes àrabs del segle VII van fer més conegut l'interior del país.
Es coneixen tres viatges importants a la regió de Líbia. Heròdot diu que una flota egípcia organitzada pel faraó Necó II que buscava un pas que connectés el mar Roig amb la Mediterrània i composta exclusivament per mariners fenicis va sortir de la costa egípcia bordejant Egipte i Etiòpia passant a l'oceà Índic, i va tornar als tres anys per la Mediterrània havent fet la circumval·lació del continent segons afirmaven. El segon en època incerta però després del 500 aC encaminat més al comerç que al descobriment geogràfic en què Hannó, un rei de Cartago, va enviar una flota de seixanta galeres a l'Atlàntic i van arribar probablement al Senegal o a Gàmbia, amb l'encàrrec de fundar seus comercials per tota la costa de l'actual Marroc. I molt més tard, al segle i, Arrià va fer un periple per la costa oriental d'Àfrica amb finalitats purament comercials, i va arribar probablement fins a Quiloa.
Heròdot divideix Líbia en tres regions: les habitades (Àfrica, Cartago, Cirene i la regió de l'Atlas poblada per gètuls i garamants); el territori salvatge i el desert. Ell mateix esmenta els caps occidentals: Gannaria (Γανναρία ἄκρα), probablement el Cap Non; Soloëntia (Σολοεντία), Cap Bojador; Arsinarium (Ἀρσινάριον), Cap Corveiro, Ryssadium, Cap Blanc, Catharon (Καθαρὸν ἄκρον), Cap Darca, prop de la desembocadura del Nia, Cap Verd, i finalment el cap Notium segurament Cap Rozo (Roig). Heròdot explica que el camell va ser introduït pels perses i els egipcis no el feien servir. El riu més important de la regió de l'Atlas era el Subus (Sus) i seguien el Chretes (Χρέτης) i el Xion (Ξιῶν). Heròdot n'esmenta d'altres (Salathus, Chusarius, Ophiodes, Novius i el Massa o Masasat. El riu d'Or és esmentat com Daradus. Mes al sud i a l'est el coneixement és deficient i en mencionen el Stachir (Στάχειρ), amb el llac Clonia, probablement el San Antonio o Guaon; el Nia (Senegal) el Masitnoius (el Gàmbia) i sobre tots el Nigir.
La població estava formada per libis, etíops, fenicis i grecs, els dos darrers vivien uns a la costa occidental i els altres a l'oriental; els etíops vivien al sud d'Egipte i dels libis els autors clàssics parlen de nombroses tribus o grups que vivien just darrere dels grecs i fenicis.